# 西武開発
株式会社西武開発（せいぶかいはつ）は、埼玉県所沢市に本社を置き、埼玉県西部を地盤とする不動産流通会社、建売住宅のデベロッパー。
埼玉県に9店舗、東京都に5店舗の支店を展開。
日経流通新聞（2023/10/18付）の「第41回サービス業調査」によると、売上実績は不動産仲介部門で全国32位。埼玉県内では2位。

## 会社概要
一戸建て、マンション、土地の売買仲介・分譲事業、建築事業、リフォーム事業などを扱う。

## 会社沿革
- 1984年8月 - 埼玉県所沢市松葉町に株式会社西武開発設立
- 1984年11月 - 飯能店開設
- 1985年10月 - 狭山店開設
- 1986年7月 - 小手指店開設
- 1988年8月 - 坂戸店開設
- 1993年4月 - 新所沢店開設
- 1993年5月 - 本社移転
- 1994年6月 - 川越店開設
- 1997年9月 - 志木店開設
- 2002年11月 - ひばりヶ丘店開設
- 2003年7月 - 久米川店開設
- 2003年11月 - ふじみ野店開設
- 2004年5月 - 所沢市上新井に新本社ビル竣工。本社を移転
- 2004年11月 - 清瀬店開設、国分寺店開設
- 2005年1月 - 川越店移転
- 2008年4月 - ふじみ野店移転
- 2008年11月 - 浦和店開設
- 2012年9月 - 狭山店移転
- 2016年12月 - 立川店開設
- 2021年4月 - 田形幸満が代表取締役会長に就任、田形宏太郎が代表取締役社長に就任

### 手がけているブランド
- 戸建住宅：lifeism（ライフイズム）
- 分譲マンション：AQUES（アクエス）

## 店舗
埼玉エリア
- 浦和店／埼玉県さいたま市浦和区東高砂町24-17（JR京浜東北線「浦和」駅より徒歩3分）
- 坂戸店／埼玉県坂戸市日の出町31-8（東武東上線「坂戸」駅より徒歩2分）
- 川越店／埼玉県川越市脇田本町10-14（東武東上線「川越」駅より徒歩3分）
- ふじみ野店／埼玉県ふじみ野市うれし野1-5-23（東武東上線「ふじみ野」駅より徒歩9分）
- 志木店／埼玉県新座市東北2-1-3（東武東上線「志木」駅より徒歩12分）
- 飯能店／埼玉県飯能市東町27-6（西武池袋線「飯能」駅より徒歩5分）
- 小手指店／埼玉県所沢市小手指町1-16-10西武池袋線「小手指」駅より徒歩4分
- 狭山店／埼玉県狭山市富士見1-15-36（西武新宿線「狭山市」駅より徒歩7分）
- 新所沢店／埼玉県所沢市松葉町23-16（西武新宿線　「新所沢」駅より徒歩3分）

東京エリア
- 清瀬店／東京都清瀬市元町1-7-12（西武池袋線「清瀬」駅より徒歩5分）
- ひばりヶ丘店／東京都西東京市谷戸町3-11-9（西武池袋線「ひばりヶ丘」駅より徒歩7分）
- 久米川店／東京都東村山市萩山町3-1-1（西武新宿線「久米川」駅より徒歩4分）
- 立川店／東京都立川市柴崎町4-6-34（JR中央線「立川」駅より徒歩10分）
- 国分寺店／東京都国分寺市本町2-9-16（JR中央線「国分寺」駅より徒歩3分）

## 関連会社
- （株）西埼玉ぱど
- （株）リリーフ・イチマルイチ
- （株）リビングコンシェルジュ